# Символоков, Анатолий Филиппович
Анатолий Филиппович Символоков — советский хозяйственный, государственный и политический деятель, Герой Социалистического Труда.

## Биография
Родился в 1937 году в Липецкой области. Член КПСС.
С 1961 года — на хозяйственной, общественной и политической работе. В 1961—1956 гг. — водолаз-сварщик в строительной бригаде в структуре Специализированного управления подводно-технических работ, старшина водолазной станции специализированного управления подводно-технических работ № 4 треста «Востокподводтрубопроводстрой» Министерства строительства предприятий нефтяной и газовой промышленности СССР.
Указом Президиума Верховного Совета СССР от 6 октября 1983 года присвоено звание Героя Социалистического Труда с вручением ордена Ленина и золотой медали «Серп и Молот».
Умер в Волгограде в 2007 году.